# M.Chomanahalli, Kadur
M.Chomanahalli là một làng thuộc tehsil Kadur, huyện Chikmagalur, bang Karnataka, Ấn Độ.